# Pseudoclappia
Pseudoclappia là một chi thực vật có hoa trong họ Cúc (Asteraceae).

## Loài
Chi Pseudoclappia gồm các loài: